# 카를 페르디난트 브라운
카를 페르디난트 브라운(독일어: Karl Ferdinand Braun, 1850년 6월 6일 ~ 1918년 4월 20일)은 독일의 물리학자이다. 전파를 받아 영상으로 바꾸는 '브라운관'을 발명하였다. 마르부르크 대학과 베를린 대학에서 배우고, 그 후 스트라부르크·카를스루에·튀빙겐의 각 대학 교수를 지냈다. 그의 브라운관 발명은 무선 통신에 크게 도움이 되었다. 1909년 마르코니와 함께 노벨 물리학상을 받았다. 또한 열 역학에 대한 연구로도 유명한데, '르 샤틀리에·브라운의 법칙'을 세웠다. 전위계, 오실로그래프, 브라운관의 발명을 비롯한 전자기학의 분야에 업적을 남겼다.
브라운 최초의 연구는 현(string)이나 탄성체의 진동에 관한 것이었으며, 열역학에 관한 연구에도 참여했다. 그러나 최대의 업적은 전기 공학에 관련된 것이다. 옴의 법칙이 성립되지 않는 경우에 대한 논문을 시작으로, 전위계나 음극선, 오실로그래프를 발명했다. 그 후 1898년 무렵부터 무선통신 연구에 전념하게 되어 고주파 전류를 이용하여 수중에서 모르스 부호를 보내는 실험이나, 전파에 지향성을 갖게하여 발신과 수신 실험을 실시했다.
무선통신의 개발에 기여한 공적을 인정받아 1909년에 마르코니와 함께 노벨 물리학상을 받았다.